# أولغا زولينا
أولغا زولينا (مواليد 6 فبراير 1975 في موسكو)، عالمة مناخ روسية. عضو في الاتحاد الأوروبي لعلوم الأرض والجمعية الألمانية للأرصاد الجوية والاتحاد الجيوفيزيائي الأمريكي.

## مجالات الخبرة
- تغير المناخ على النطاق العالمي والقاري
- الظواهر المناخية المتطرفة، النمذجة الإحصائية لهطول الأمطار الشديد
- ديناميات خطوط العرض المتوسطة والأعاصير القطبية في المناخ الحالي والمستقبلي
- التفاعل بين الهواء والبحر على المقاييس الزمنية المناخية والمناخية